# Christoffer Bro
Christoffer Bro (* 30. Oktober 1935 in Fredericia) ist ein dänischer Schauspieler und Theaterdirektor.

## Leben und Karriere
Christoffer Bro wuchs mit seiner Schwester, der Schauspielerin Vigga Bro (* 1937), in Fredericia in Süd-Jütland auf. Seine Eltern Johannes und Anne Bro († 1964) waren beide als Lehrer tätig.
Nach seiner Schauspielausbildung war Bro von 1958 bis 1962 festes Ensemblemitglied am Aarhus Teater. Später war er u. a. auch am Odense Teater, am Folketeatret und am Königlichen Theater Kopenhagen als Darsteller engagiert. Von 1972 bis 1984 war Bro der Direktor des Gladsaxe-Theaters. Danach war er Direktor des Boldhus-Theaters. Von 1960 bis 2003 stand Bro in mehr als 70 Film- und Fernsehproduktionen als Schauspieler vor der Kamera.
Christoffer Bro war von 1963 bis 1978 mit der Schauspielerin Helle Hertz (* 1943) verheiratet. Aus dieser Ehe gingen drei Kinder hervor: Anders Peter Bro (* 1965), Nicolas Bro (* 1972) und Laura Bro (* 1973), die ebenfalls alle den Schauspielberuf ergriffen haben.

## Filmografie (Auswahl)
- 1961: Sorte Shara
- 1963: Peters landlov
- 1965: Mor bag rattet
- 1966: Tre små piger
- 1970: Black-out
- 1970: Mazurka på sengekanten
- 1971: Mutti, Mutti, er hat doch gebohrt (Tandlæge på sengekanten)
- 1972: Studentenfutter (Rektor på sengekanten)
- 1972: Motorvej på sengekante
- 1976: Affæren i Mølleby
- 1993: Sort høst
- 1997: Det store flip